# Улица Муку
Улица Му́ку (латыш. Mūku iela, Монашеская улица) — короткая (69 метров) улица в Риге, в историческом районе Старый город. Ведёт от улицы Миесниеку к площади Гердера.

## История
Улица Маза Муку (Малая Монашеская) упоминается с XVI века. В 1950 году переименована в улицу Сенатнес. Нынешнее название носит с 1989 года.

## Достопримечательности

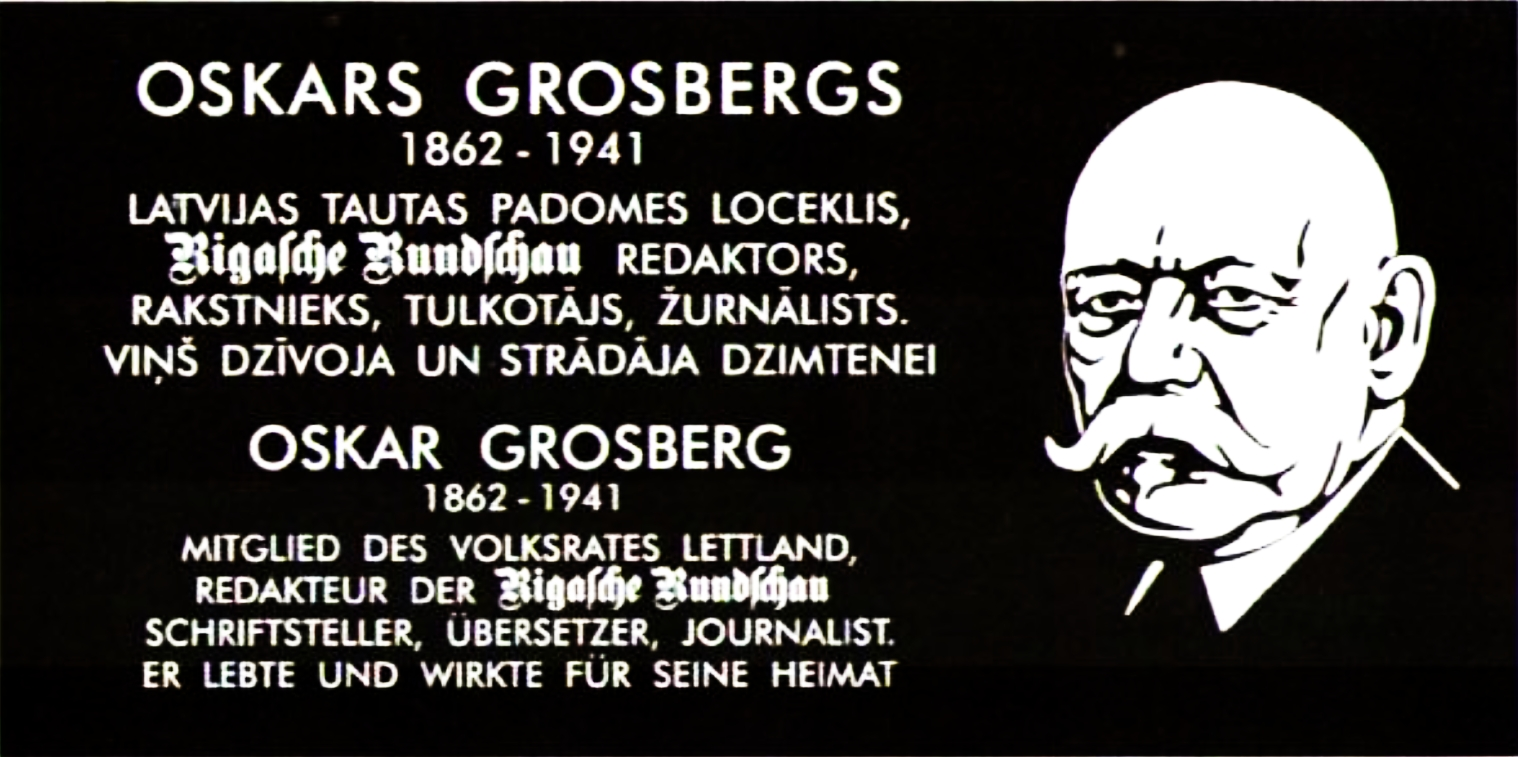

- д. 3 — (XVII век, перестроен в 1913 году, отреставрирован в 2003 году по проекту архитектора Юриса Поги).
- Отель «Гутенберг»[3] (Домская площадь, д. 1) — мемориальная доска известному писателю и общественному деятелю Оскару Гросбергу[нем.][4][5], редактировавшему газету «Rigasche Rundschau», редакция которой располагалась здесь ранее (открытие доски состоялось 2 июля 2011 года[6]).